# Willibald Wex

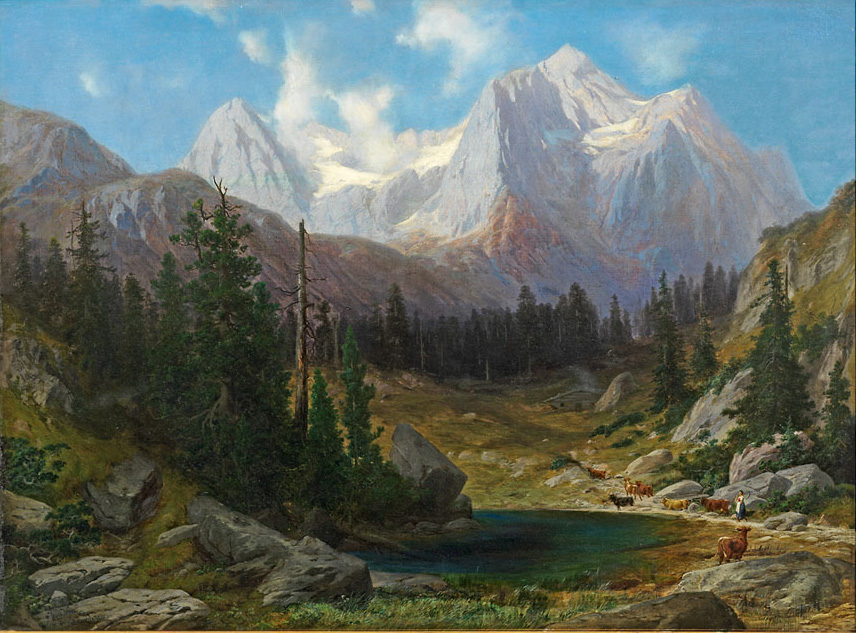
Große Landschaft mit Viehhirtin
in den Hochalpen

Willibald Wex (* 12. Juli 1831 in Karlstein bei Reichenhall; † 29. März 1892 in München) war ein deutscher Landschaftsmaler.
Willibald Wex war ursprünglich als Förster tätig. Er studierte an der Königlichen Akademie der Künste in München bei Richard Zimmermann. 
Nach dem Studienabschluss 1858 blieb er in München. Seit 1866  stellte er seine Werke im Münchener Kunstverein und im Münchener Glaspalast aus. Willibald Wex schuf hauptsächlich Alpenlandschaften.
Sein Sohn war der Maler Adalbert Wex.